# Secretario de Estado de Cultura, Medios de Comunicación y Deporte
El Secretario de Estado para la Cultura, Medios de Comunicación y Deporte (en inglés: Secretary of State for Culture, Media and Sport, informalmente Secretario de Cultura) es una Secretaría de Estado con responsabilidades hacia el Departamento de Cultura, Medios de Comunicación y Deporte. El cargo fue creado en 1992 por John Major, bajo el nombre de "Secretario de Estado para el Patrimonio Nacional". El primer titular, David Mellor, lo llamó "Ministro de la Diversión".

## Secretarios de Estado
|                                                                                                | David Mellor       |        | 11 de abril de 1992      | 22 de septiembre de 1992 | Conservador      |                 | John Major                |  |  |  |  |  |  |  |  |
|                                                                                                | Peter Brooke       |        | 25 de septiembre de 1992 | 20 de julio de 1994      | Conservador      |                 | John Major                |  |  |  |  |  |  |  |  |
|                                                                                                | Stephen Dorrell    |        | 20 de julio de 1994      | 5 de julio de 1995       | Conservador      |                 | John Major                |  |  |  |  |  |  |  |  |
|                                                                                                | Virginia Bottomley |        | 5 de julio de 1995       | 2 de mayo de 1997        | Conservador      |                 | John Major                |  |  |  |  |  |  |  |  |
| Secretario de Estado para la Cultura, Medios y Deporte (1997–2010)                             |                    |        |                          |                          |                  |                 |                           |  |  |  |  |  |  |  |  |
| Nombre                                                                                         | Nombre             | Nombre | Duración del cargo       | Duración del cargo       | Partido político | Primer Ministro | Primer Ministro           |  |  |  |  |  |  |  |  |
|                                                                                                | Chris Smith        |        | 3 de mayo de 1997        | 8 de junio de 2001       | Laborista        |                 | Tony Blair                |  |  |  |  |  |  |  |  |
|                                                                                                | Tessa Jowell       |        | 8 de junio de 2001       | 27 de junio de 2007      | Laborista        |                 | Tony Blair                |  |  |  |  |  |  |  |  |
|                                                                                                | James Purnell      |        | 28 de junio de 2007      | 24 de enero de 2008      | Laborista        |                 | Gordon Brown              |  |  |  |  |  |  |  |  |
|                                                                                                | Andy Burnham       |        | 24 de enero de 2008      | 5 de junio de 2009       | Laborista        |                 | Gordon Brown              |  |  |  |  |  |  |  |  |
|                                                                                                | Ben Bradshaw       |        | 5 de junio de 2009       | 11 de mayo de 2010       | Laborista        |                 | Gordon Brown              |  |  |  |  |  |  |  |  |
| Secretario de Estado para la Cultura, Olimpiadas, Medios de Comunicación y Deporte (2010–2012) |                    |        |                          |                          |                  |                 |                           |  |  |  |  |  |  |  |  |
| Nombre                                                                                         | Nombre             | Nombre | Duración del cargo       | Duración del cargo       | Partido político | Primer Ministro | Primer Ministro           |  |  |  |  |  |  |  |  |
|                                                                                                | Jeremy Hunt        |        | 12 de mayo de 2010       | 4 de septiembre de 2012  | Conservador      |                 | David Cameron (Coalición) |  |  |  |  |  |  |  |  |
| Secretario de Estado para la Cultura, Medios de Comunicación y Deporte (2012–2017)             |                    |        |                          |                          |                  |                 |                           |  |  |  |  |  |  |  |  |
| Nombre                                                                                         | Nombre             | Nombre | Duración del cargo       | Duración del cargo       | Partido político | Primer Ministro | Primer Ministro           |  |  |  |  |  |  |  |  |
|                                                                                                | María Miller       |        | 4 de septiembre de 2012  | 9 de abril de 2014       | Conservador      |                 | David Cameron (Coalición) |  |  |  |  |  |  |  |  |
|                                                                                                | Sajid Javid        |        | 9 de abril de 2014       | 11 de mayo de 2015       | Conservador      |                 | David Cameron (Coalición) |  |  |  |  |  |  |  |  |
|                                                                                                | John Whittingdale  |        | 11 de mayo de 2015       | 14 de julio de 2016      | Conservador      |                 | David Cameron (Coalición) |  |  |  |  |  |  |  |  |
|                                                                                                | Karen Bradley      |        | 14 de julio de 2016      | 3 de julio de 2017       | Conservador      |                 | Theresa May (Coalición)   |  |  |  |  |  |  |  |  |

### Secretarios de Estado de Digital, Cultura, Medios y Deporte (2017–2024)
| Foto | Foto | Nombre           | Periodo                  | Periodo                  | Partido     | Primer Ministro | Primer Ministro |
| ---- | ---- | ---------------- | ------------------------ | ------------------------ | ----------- | --------------- | --------------- |
|      |      | Karen Bradley    | 3 de julio de 2017       | 8 de enero de 2018       | Conservador |                 | Theresa May     |
|      |      | Matt Hancock     | 8 de enero de 2018       | 8 de julio de 2018       | Conservador |                 | Theresa May     |
|      |      | Jeremy Wright    | 9 de julio de 2018       | 24 de julio de 2019      | Conservador |                 | Theresa May     |
|      |      | Nicky Morgan     | 24 de julio de 2019      | 15 de septiembre de 2021 | Conservador |                 | Boris Johnson   |
|      |      | Nadine Dorries   | 15 de septiembre de 2021 | 6 de septiembre de 2022  | Conservador |                 | Boris Johnson   |
|      |      | Michelle Donelan | 6 de septiembre de 2022  | 5 de julio de 2024       | Conservador |                 | Liz Truss       |
|      |      | Michelle Donelan | 6 de septiembre de 2022  | 5 de julio de 2024       | Conservador | Rishi Sunak     |                 |

### Secretarios de Estado de Cultura, Medios y Deporte (2024-act.)
| Foto | Foto | Nombre     | Periodo            | Periodo     | Partido   | Primer Ministro | Primer Ministro |
| ---- | ---- | ---------- | ------------------ | ----------- | --------- | --------------- | --------------- |
|      |      | Lisa Nandy | 5 de julio de 2024 | En el cargo | Laborista |                 | Keir Starmer    |